# Fritz Weitzel
Friedrich Fritz Philipp Weitzel (Frankfurt am Main, 27 april 1904 - Düsseldorf, 19 juni 1940) was een SS-Obergruppenführer (luitenant-generaal) tijdens de Tweede Wereldoorlog. Hij was ook hoofdcommissaris van politie in Düsseldorf. Weitzel was ook parlementslid voor de NSDAP in de Rijksdag.

## Leven voor 1933
Na zijn opleiding tot slotenmaker was Weitzel actief in de Sozialistische Arbeiter-Jugend. In 1924 werd hij lid van de SA en trad toe tot de NSDAP (nr. 18.833). In 1926 volgde Weitzels toelating tot de SS (nr. 408). Weitzels carrières in de SS en de NSDAP waren ongewoon snel, al eind jaren 20 bekleedde hij leidersfuncties voor de SS in Hessen-Nassau en later in het Rijnland. Op 18 november 1929 werd hij tot SS-Standartenführer (kolonel) bevorderd. In de Duitse Rijksdagverkiezingen 1930 werd Weitzel voor de NSDAP gekozen in de Reichstag. Hij werd in december 1931 bevorderd tot SS-Gruppenführer (generaal-majoor). 
Op 12 mei 1932 was Weitzel betrokken bij een gewelddadige aanval op journalist Helmuth Klotz in het restaurant van de Rijksdag. Weitzel werd met drie andere NSDAP-kamerleden voor 30 dagen uitgesloten van het parlement. De rechtszaak moest onderbroken worden, omdat de uitgeslotenen weigerde het plenum te verlaten. Op 14 mei werden Weitzel, Wilhelm Ferdinand Stegmann en Edmund Heines door de lekenrechtbank in Berlin-Mitte tot drie maanden gevangenisstraf veroordeeld wegens het gezamenlijk toebrengen van lichamelijk letsel.

## Carrière van 1933 tot 1940
Na de machtergreifung van de nationaalsocialisten werd Weitzel op 1 mei 1933 benoemd tot hoofdcommissaris van politie in Düsseldorf. Zonder adequate opleiding, maar als overtuigd nationaalsocialist verving hij het democratische hoofd van politie en overheidsjurist Hans Langels, die door de Pruisische minister van binnenlandse zaken Hermann Göring vroegtijdig met pensioen werd gestuurd. Het doorvoeren van het nationaalsocialisme in Dusseldorf door Weitzel ging gepaard met mishandeling. 
Hij was vanaf 1934 tot 1940 Führer des SS- en SD-Oberabschnitts West. 
Hij forceerde in 1933 de opbouw van een Staatspolizeileitstelle voor SS en Sicherheitsdienst (SD) in Düsseldorf. In september 1933 was hij Pruisisch lid van de Raad van State. Op 9 september 1934 werd hij bevorderd tot SS-Obergruppenführer (luitenant-generaal).
Weitzel was persoonlijk betrokken bij de verhoren en folteringen tijdens de fase van de “machtergreifung”, zoals bijvoorbeeld beschreven door Wolfgang Langhoff in zijn boek Die Moorsoldaten. De lokale geschiedschrijving beschrijft de “Razzia van Gerresheim” van 5 mei 1933 als een initiatief van Weitzel. In het arbeiderskwartier kwam het tot uiterst brutale aanvallen door de politie, SS en SA. Talrijke KPD-leden en sociaaldemocraten werden gevangengenomen en in het openbaar belachelijk gemaakt. 
Vanaf 1935/1936 was Weitzel betrokken bij de eenduidige stelling tegen het katholicisme. Hij verbood als hoofdcommissaris processies en het openbaar optreden van kerkelijke groepen in de stad en publiceerde een opruiend geschrift tegen de katholieke priesters en ordeleden in de fase van Sittlichkeitsprozesse gegen Ordensangehörige und Priester im Nationalsozialismus.
In 1938 werd hij door zijn goeie vriend Heinrich Himmler benoemd tot Höheren SS- und Polizeiführer „West“ (HSSPF). Met zijn kantoor gevestigd in Düsseldorf, had hij de beschikking over 200.000 politie-, SS- en Sipo-mannen. Na de bezetting van Noorwegen door de Duitse troepen, werd Weitzel in april 1940 HSSPF „Nord“ met zijn kantoor in Oslo. Zijn opvolger als HSSPF werd de SS-Gruppenführer Theodor Berkelmann.
Op verlof in Duitsland stierf Weitzel, tijdens een luchtaanval op Düsseldorf. In de nabijheid van het Martin-Lutherplein werd Weitzel, sterk onder invloed van alcohol, getroffen door een granaat, nadat hij onvoorzichtig uit zijn dienstwagen was uitgestapt. De begrafenis in Düsseldorf was een nationaalsocialistisch geënsceneerde herdenkingsplechtigheid waarbij de chef van de Ordnunspolitizei SS-Obergruppenführer Kurt Daluege, de Oberpräsident van de Rijnprovincie Josef Terboven en de NSDAP-Gouwleider Friedrich Karl Florian aanwezig waren. Hij ligt begraven op de Nordfriedhof, Düsseldorf; veld: 89, graf: 696
De SS-Standarte 20 (Düsseldorf) kreeg twee dagen na Weitzels dood, op 21 juni 1940 door een Führerbevel de erenaam SS-Standarte “Fritz Weitzel”. Weitzels opvolger als hoofdcommissaris werd zijn plaatsvervanger August Korreng. Zijn opvolger als HSSPF „Nord“ werd Wilhelm Rediess, die tevens dienst had gedaan in de SS-Standarte 20.

## Persoonlijk leven[4]
Op 2 maart 1933 trouwde Weitzel met Betty Dobrindt (8 februari 1912 — 4 augustus 1998; Wengenroth). Zij kregen drie kinderen: Ursula (13 februari 1936), Gunter (15 juli 1938) en Bettina (18 oktober 1939).

## Carrière
Weitzel bekleedde verschillende rangen in zowel de Allgemeine-SS als Politie. De volgende tabel laat zien dat de bevorderingen niet synchroon liepen.
| Datums                        | Sturmabteilung | Allgemeine-SS        | Politie          |
| ----------------------------- | -------------- | -------------------- | ---------------- |
| 1924                          | SA-Musiker     | —                    | —                |
| 1925                          | SA-Führer      | —                    | —                |
| 1927                          | —              | SS-Sturmbannführer   | —                |
| 18 november 1929              | —              | SS-Standartenführer  | —                |
| 11 juli 1930                  | —              | SS-Oberführer        | —                |
| 18 december 1931              | —              | SS-Gruppenführer     | —                |
| 9 september 1934              | —              | SS-Obergruppenführer | —                |
| 1 juni 1933 - 1 november 1933 | —              | —                    | Polizeipräsident |

## Lidmaatschapsnummers
- NSDAP-nr.: 18 833[17] (lid geworden 1924[20], hernieuwd lid 21 september 1925[14][8][2])
- SS-nr.: 408[17] (lid geworden 1926[14])

## Decoraties
Selectie:
- Medaille ter Herinnering aan de 13e Maart 1938[16][8]
- Anschlussmedaille[16][8]
- Gouden Ereteken van de NSDAP[16][6][8]
- Sportinsigne van de SA in goud[16][6][8]
- Westwall Medaille[16][8]
- Neurenbergse Partijdag van 1929[18][6][8]
- Grootofficier in de Orde van Sint-Mauritius en Sint-Lazarus[18][8]

## Publicaties
- Fritz Weitzel: Gestaltung der Feste im Jahres- und Lebenslauf in der SS-Familie. met 5 foto's en liederen, Düsseldorf 1935.
- Fritz Weitzel: An ihren Taten sollt ihr sie erkennen! 90 Artikel der Rheinischen landeszeitung aus der Zeit Nov. 1933 – Juli 1936, Mönchengladbach 1936.
- Fritz Weitzel: der Ordensgesetze der SS, hrsg. im Auftrag des SS-Oberabschnitts West, Düsseldorf/Wuppertal 1938.